# Mercz Árpád
Mercz Árpád (Budafok, 1919 – Budapest, 2015. február) főiskolai tanár, borász, borászati szakíró.

## Életrajza
Édesapja révén már gyermekként kapcsolatba került a borászattal. 1941-ben szerzett műkertészi oklevelet, majd 1942-ben lett okleveles szőlész-borász. 1952-től dolgozott a Szőlészeti Kutató Intézetben, egészen 1979-ben való nyugdíjba vonulásáig. 1960-ban a Kertészeti Főiskolán summa cum laude minősítéssel doktori fokozatot szerzett. Ezt követően egyetemi, főiskolai katedrákon és a borászati szakközépiskolákban oktatta a jövő szőlész-borász nemzedékét. 
Felhalmozott szakmai tudását több száz cikkben, és több mint 20 könyvben ismertette. Szakkönyvei által, a fiatal borászok nevelésével kiemelkedő életművet hozott létre. Élete egyik fő műve a több mint 100 év után újraírt Borászati kislexikon, mely 1998-ban jelent meg. Munkáinak szinte mindegyikében külön kitért Budafok borászati múltjára, hagyományaira. Ismereteit szívesen  megosztotta az érdeklődő fiatalokkal is. A borász társadalom a borászati géptan atyjaként ismerte és tisztelte. Egyik legnépszerűbb könyve, "A must és a bor egyszerű kezelése" címmel jelent meg és közel ötven éven át számos kiadást ért meg.
Munkáját számos kitüntetéssel jutalmazták. 2006 szeptemberében a Budapesti Corvinus Egyetem vasoklevéllel ismerte el 65 éves szakmai tevékenységét.

## Főbb Munkái
- Mercz Árpád: A must és a bor egyszerű kezelése
- Bíró Károly – Mercz Árpád: A bor készítése és kezelése (Mezőgazdasági Kiadó, Budapest, 1953)
- Dr. Török Sándor – Dr. Mercz Árpád: Magyar borkultúra. (Mezőgazdasági Kiadó, Budapest, 1997)
- Mercz Árpád – Kádár Gyula Borászati kislexikon (Mezőgazda Kiadó, Budapest, 2001)